# Request stop

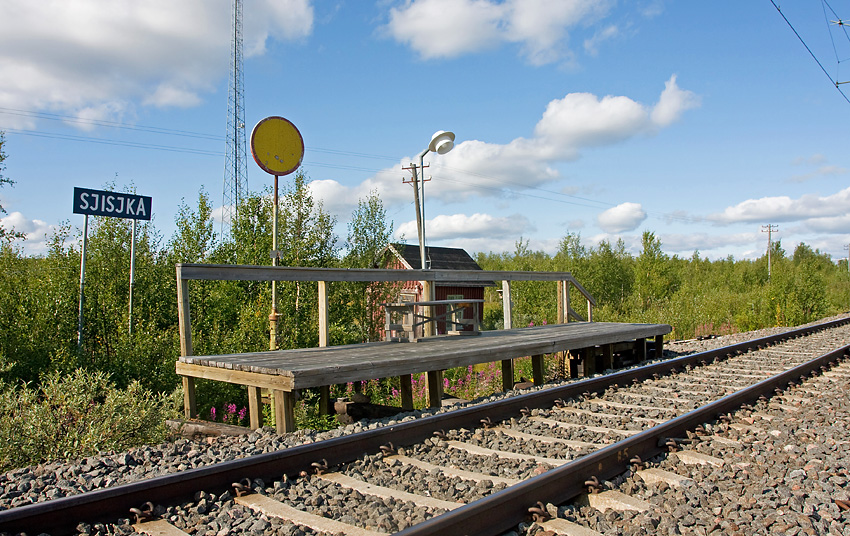
Plåtstins på Sjisjka station i Norrbottens län

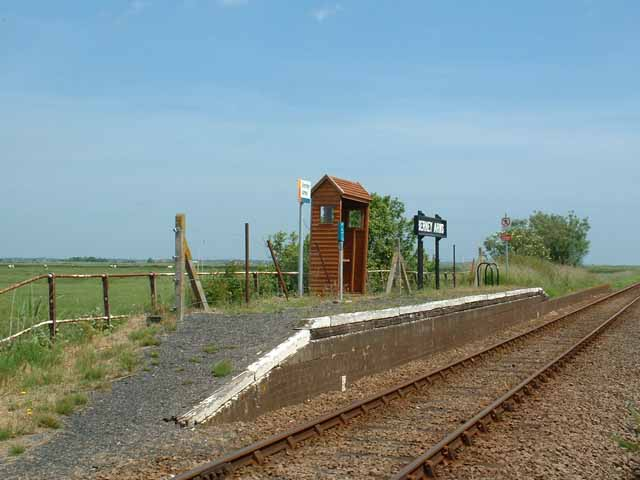
Berney Arms, en brittisk request stop

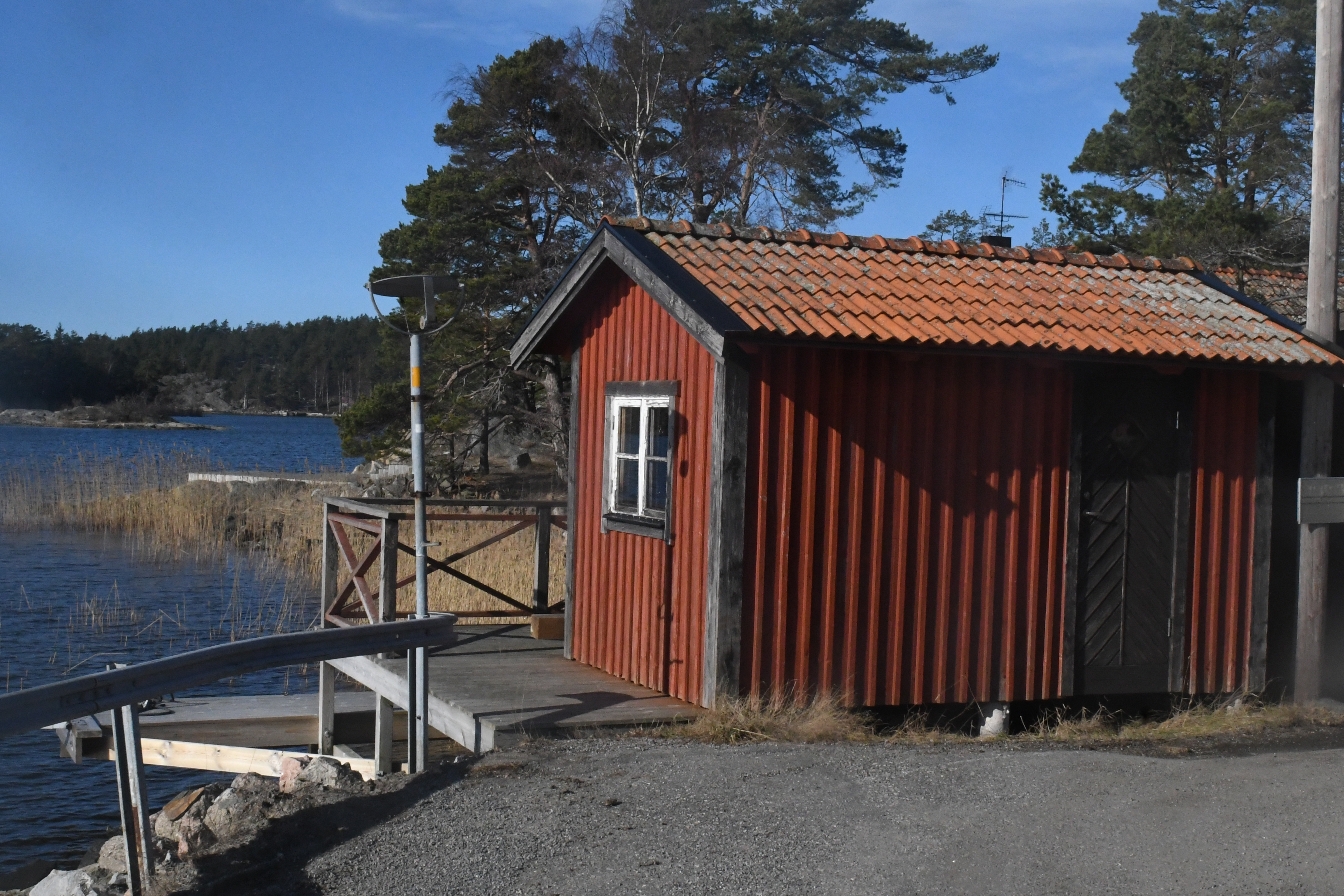
En semafor vid en brygga på Ornö i Stockholms skärgård.

Behovsuppehåll (svenska) eller Request stop (engelska) är en hållplats där buss eller tåg endast stannar vid behov, det vill säga om passagerare ska stiga på eller av. Det brukar i Sverige finnas en gul plåttavla (smeknamn: Plåtstins) på sådana stationer, som passagerare bör vrida mot det håll tåget kommer ifrån. Det förekommer också vid fartygstrafik.